# Leichtathletik-Europameisterschaften 2010/Teilnehmer (Ukraine)

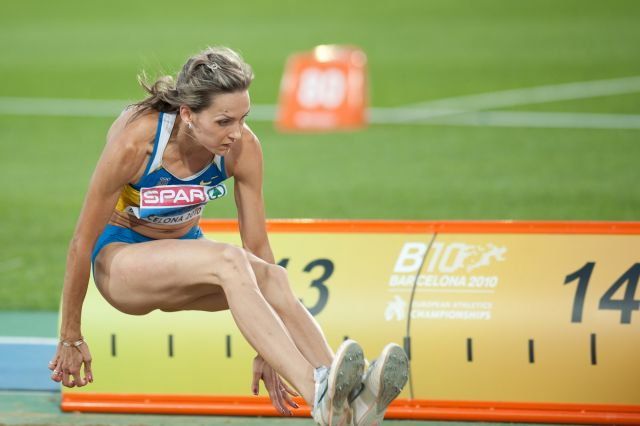
Olha Saladucha gewann mit 14,81 m Gold im Dreisprung

Die Ukraine meldete 62 Sportler, 30 Männer und 32 Frauen, für die Leichtathletik-Europameisterschaften 2010 vom 27. Juli bis zum 1. August in Barcelona.
| Wettbewerb        | Männer                                                                                                  | Frauen |
| ----------------- | --- | --- |
| 100 m             | | Natalija Pohrebnjak (11. Platz) Olessja Powch (10. Platz) Marija Rjemjen (5. Platz)                          |
| 200 m             | Ihor Bodrow (18. Platz)                                                                                 | Jelysaweta Bryshina (Silber)                                                                                 |
| 400 m             | Wolodymyr Burakow Mychajlo Knysch Dmytro Ostrowskyj                                                     | Ksenija Karandjuk (13. Platz) Daryna Prystupa (14. Platz) Antonina Jefremowa (6. Platz)                      |
| 800 m             | | Julija Krewsun (6. Platz) Natalija Lupu (11. Platz) Olha Sawhorodnja (24. Platz)                             |
| 1500 m            | | Hanna Mischtschenko                                                                                          |
| 5000 m            | Serhij Lebid                                                                                            | |
| Marathon          | Wassyl Matwijtschuk Oleksij Rybaltschenko Oleksandr Sitkowskyj                                          | Olena Biloschtschuk Tetjana Filonjuk Wira Owtscharuk Switlana Stanko                                         |
| 100 m Hürden      | – | Jewhenija Snihur                                                                                             |
| 400 m Hürden      | Stanislaw Melnykow                                                                                      | Anastassija Rabtschenjuk Hanna Titimez Hanna Jaroschtschuk                                                   |
| Hochsprung        | Dmytro Demjanjuk Oleksandr Nartow Andrij Prozenko                                                       | Wita Stjopina                                                                                                |
| Stabhochsprung    | Maksym Masuryk Denys Jurtschenko                                                                        | |
| Weitsprung        | Oleksandr Soldatkin                                                                                     | Wiktorija Rybalko                                                                                            |
| Dreisprung        | Wiktor Kusnjezow                                                                                        | Lilija Kulyk Olha Saladucha                                                                                  |
| Kugelstoßen       | Andrij Semenow                                                                                          | |
| Diskuswurf        | Iwan Hryschyn Oleksij Semenow                                                                           | Kateryna Karsak                                                                                              |
| Hammerwurf        | Oleksij Sokyrskyj                                                                                       | Natalija Solotuchina                                                                                         |
| Speerwurf         | Roman Awramenko Dmytro Kossynskyj Oleksandr Pjatnyzja                                                   | Wira Rebryk                                                                                                  |
| Siebenkampf       | – | Natalija Dobrynska Hanna Melnytschenko Ljudmyla Jossypenko                                                   |
| Zehnkampf         | Oleksij Kasjanow Jewhen Nikitin                                                                         | – |
| 20 km Gehen       | Ruslan Dmytrenko Andrij Kowenko Iwan Lossjew                                                            | |
| 50 km Gehen       | Serhij Budsa Andrij Kowenko                                                                             | |
| 4 × 100 m Staffel | | Jelysaweta Bryshina Olena Tschebanu Natalija Pohrebnjak Olessja Powch Marija Rjemjen Chrystyna Stuj          |
| 4 × 400 m Staffel | Ihor Bodrow Wolodymyr Burakow Mychajlo Knysch Stanislaw Melnykow Maksym Nakonetschnyj Dmytro Ostrowskyj | Ksenija Karandjuk Alina Lohwynenko Daryna Prystupa Anastassija Rabtschenjuk Hanna Titimez Antonina Jefremowa |